# 小山萌子
小山 萌子（こやま もえこ、1976年1月4日 - ）は東京都出身の日本の女優。エンパシィ所属。身長171cm。血液型B型。

## 来歴
中国・天津で生まれ、6歳まで育ったクォーターであることから、北京語を話せる。桐朋学園大学短期大学部芸術科演劇専攻を卒業後、舞台を中心に活動している。
特技は坂東流日本舞踊、ジャズダンス。

## 出演

### 舞台
二兎社公演
- パパのデモクラシー
- 萩家の三姉妹
- 日暮町風土記
- 新・明暗
- 歌わせたい男たち

TPT公演
- 卒塔婆小町
- 葵上
- アダムとイブ
- 火あそび
- シカゴの性倒錯
- 桜の園

燐光群公演
- 現代能楽集チェーホフ
- 3分間の女の一生
- 裏屋根裏
- だるまさんがころんだ
- たった一人の戦争

その他の公演
- アゲイン怪人二十面相の優しい夜
- 私だって!
- こんにちは、母さん（新国立劇場）
- ゴロヴリョフ家の人々（新国立劇場）
- 無駄骨
- ランプツェル(かもねぎショット)
- ロシアと20人の女たち(かもねぎショット)
- ゼロ時間へ
- 夏の夜の夢 （新国立劇場 2007年初演、2009年再演）
- リズミックタウン
- 赤色エレジー
- 川を越えて、森をぬけて（加藤健一事務所）
- 自由を我らに（44プロデュース）
- ファニーガール（梅田芸術劇場）
- 僕の時間の深呼吸（遊機械オフィス）
- わが友、第五福竜丸（座・高円寺1 他）
- 神［GOTT］（下北沢駅前劇場）
- 不可能の限りにおいて（シアタートラム）

### テレビ
- ウルトラマンメビウス（謎の女 / ボガールヒューマン、高次元捕食体ボガールの声）
- こんにちは、母さん（主人公の実家に出入りしている、片言の日本語を話す中国人留学生）
- おんな城主 直虎（寿桂尼の侍女）
- 月曜名作劇場 警視庁SP特命係（2019年） ‐ 高野八重子 役
- おじさんが私の恋を応援しています（脳内）（2022年） - 清川志乃ぶ 役
- 正義の天秤 Season2 第2話（2023年5月13日） - 裁判長 役
- 法廷のドラゴン 第2話（2025年1月24日、テレビ東京） - 主婦 役[4]

### 映画
- シェアの法則（2023年10月14日公開予定） - ワン・チン 役[5]

### CM
- カーセブン
- 東洋水産『昔ながらの中華そば』

### 吹き替え
- ER XIII 緊急救命室 - 若い女（オードリー・フランシス）役 第290話
- ER XIV 緊急救命室 - ベス・アークマン（レイチェル・ボストン）役 第301話
- 第一容疑者 希望のかけら - キャロル役
- ハプニング